# Утіда Ацуто
Утіда Ацуто (яп. 内田篤人, нар. 27 березня 1988, Каннамі) — японський футболіст, захисник німецького клубу «Уніон» (Берлін) та національної збірної Японії.

## Клубна кар'єра
Народився 27 березня 1988 року в місті Каннамі. Вихованець футбольної школи клубу Shimizu Higashi High School.
У дорослому футболі дебютував 2006 року виступами за команду клубу «Касіма Антлерс», в якій провів чотири сезони, взявши участь у 124 матчах чемпіонату.  Більшість часу, проведеного у складі «Касіма Антлерс», був основним гравцем захисту команди.
До складу клубу «Шальке 04» приєднався 2010 року. Наразі встиг відіграти за клуб з Гельзенкірхена 68 матчів в національному чемпіонаті.

## Виступи за збірні
Протягом 2005–2008 років  залучався до складу молодіжної збірної Японії. На молодіжному рівні зіграв у 20 офіційних матчах.
У 2008 році дебютував в офіційних матчах у складі національної збірної Японії. Наразі провів у формі головної команди країни 71 матч, забивши 2 голи.
У складі збірної був учасником чемпіонату світу 2010 року у ПАР, кубка Азії з футболу 2011 року у Катарі, здобувши того року титул переможця турніру, а також розіграшу Кубка конфедерацій 2013 року у Бразилії.

## Титули і досягнення
- Чемпіон Японії (3):

«Касіма Антлерс»:  2007, 2008, 2009
- Володар Кубка Імператора Японії (1):

«Касіма Антлерс»: 2007
- Володар Суперкубка Японії (2):

«Касіма Антлерс»: 2009, 2010
- Володар Кубка Німеччини (1):

«Шальке 04»: 2010–11
- Володар Суперкубка Німеччини (1):

«Шальке 04»: 2011
- Переможець Ліги чемпіонів АФК (1):

«Касіма Антлерс»: 2018
Збірні
- Володар Кубка Азії: 2011